# Ankisatra
Ankisatra is een plaats en commune in het westen van Madagaskar, behorend tot het district Maintirano, dat gelegen is in de regio Melaky. Tijdens een volkstelling in 2001 telde de plaats 2.861 inwoners.
De plaats biedt enkel lager onderwijs aan. 90 % van de bevolking werkt als landbouwer, 2 % houdt zich bezig met veeteelt en 8% verdient zijn brood als visser. De belangrijkste landbouwproducten zijn kokosnoten en rijst; ander belangrijk product zijn bananen. 